# Marley Brinx
Marley Brinx (Toronto, Ontario; 4 de agosto de 1994) es una actriz pornográfica y modelo erótica canadiense.

## Biografía
Marley Brinx nació en agosto de 1994 en Toronto, capital de la provincia canadiense de Ontario, en el seno de una familia de ascendencia inglesa, escocesa, irlandesa, noruega y nativoamericana de la tribu Mohawk. No se tienen muchos datos acerca de su biografía anterior al año 2015, cuando entró en la industria pornográfica tras ponerse en contacto con el portal web de contenido para adultos Mofos. Iniciada como swinger junto a su novio, debutó como actriz pornográfica a los 21 años de edad.
Como actriz ha trabajado para productoras como Bangbros, Vixen, Tushy, Evil Angel, New Sensations, Burning Angel, Jules Jordan Video, Wicked Pictures, X-Art, 3rd Degree, Blacked, Pure Play Media, Brazzers, Sweetheart Video o Elegant Angel.
En 2016 recibió sendas nominaciones en los Premios AVN y XBIZ a Mejor actriz revelación. Aquel mismo año fue nominada en los AVN a la Mejor escena de sexo chico/chica por Father Figure, y en los XBIZ a Mejor escena de sexo en película vignette por Innocence of Youth 8. En 2017 rodó su primera escena con una doble penetración, con los actores Markus Dupree y Jean Val Jean para la película My DP 3, del estudio Tushy.
Ha destacado también por sus nominaciones en la categoría de Mejor escena de trío Mujer-Hombre-Mujer por las películas Me, My Brother and Another y Art of Anal Sex 4.
En 2019 se llevó el Premio AVN a la Mejor escena de sexo en realidad virtual por Wonder Woman.
Hasta la actualidad, ha aparecido en más de 460 películas como actriz.
Algunas películas destacadas de su filmografía son All About Ass 2, Anal Savages 2, Coming Of Age, Dream Teams 3, Erotic Massage Stories 7, Gushers, I Blackmailed My Babysitter's Ass, Love Stories 4, Nice Girls Swallow 2, Schoolgirl Bound o She Likes It Hard.

## Premios y nominaciones
| Año  | Ceremonia                   | Resultado | Premio                                                          | Trabajo                                            |
| ---- | --------------------------- | --------- | --------------------------------------------------------------- | -------------------------------------------------- |
| 2016 | Premios AVN                 | Nominada  | Mejor actriz revelación                                         | —                                                  |
| 2016 | Premios AVN                 | Nominada  | Mejor escena de sexo chico/chica                                | Father Figure                                      |
| 2016 | Premios AVN                 | Nominada  | Mejor escena de sexo oral                                       | Marley                                             |
| 2016 | Premios AVN                 | Nominada  | Premio fan: Debutante más caliente                              | —                                                  |
| 2016 | Premios XRCO                | Nominada  | Mejor actriz revelación                                         | —                                                  |
| 2016 | Spank Bank Awards           | Ganadora  | Best 'O' Face                                                   | —                                                  |
| 2016 | Spank Bank Awards           | Nominada  | Excellence in Lawn Maintenance                                  | —                                                  |
| 2016 | Spank Bank Awards           | Nominada  | Most Awe Inspiring Gape                                         | —                                                  |
| 2016 | Spank Bank Awards           | Nominada  | Newcummer of the Year                                           | —                                                  |
| 2016 | Spank Bank Awards           | Nominada  | Porn's Next Superstar                                           | —                                                  |
| 2016 | Spank Bank Awards           | Nominada  | Prettiest Girl In Porn                                          | —                                                  |
| 2016 | Spank Bank Technical Awards | Ganadora  | More Exciting Than A Triple Overtime Stanley Cup Playoff Game 7 | —                                                  |
| 2016 | Spank Bank Technical Awards | Ganadora  | Tastier Than All The Timbits in Toronto Combined                | —                                                  |
| 2016 | Premios XBIZ                | Nominada  | Mejor actriz revelación                                         | —                                                  |
| 2016 | Premios XBIZ                | Nominada  | Mejor escena de sexo en película vignette                       | Innocence of Youth 8                               |
| 2017 | Premios AVN                 | Nominada  | Mejor escena de sexo anal                                       | Marley Brinx Pushes the Temperature Up to Sizzling |
| 2017 | Premios AVN                 | Nominada  | Mejor escena de trío M-H-M                                      | Me, My Brother and Another                         |
| 2017 | Spank Bank Awards           | Nominada  | Empress of Nipple Paradise                                      | —                                                  |
| 2017 | Spank Bank Awards           | Nominada  | Imported Enchantress of the Year                                | —                                                  |
| 2017 | Spank Bank Awards           | Nominada  | Instagram Girl of the Year                                      | —                                                  |
| 2017 | Spank Bank Awards           | Nominada  | Most Awe Inspiring Gape                                         | —                                                  |
| 2017 | Spank Bank Awards           | Nominada  | Prettiest Girl In Porn                                          | —                                                  |
| 2017 | Spank Bank Awards           | Nominada  | Tattooed Temptress of the Year                                  | —                                                  |
| 2017 | Premios XBIZ                | Nominada  | Mejor escena de sexo en película vignette                       | Naughty Rich Girls 15                              |
| 2018 | Premios AVN                 | Nominada  | Mejor escena de sexo anal                                       | Interracial and Anal 4                             |
| 2018 | Premios AVN                 | Nominada  | Mejor escena de trío M-H-M                                      | Art of Anal Sex 4                                  |
| 2018 | Spank Bank Awards           | Nominada  | Best 'Just Got Fucked' Hair                                     | —                                                  |
| 2018 | Spank Bank Awards           | Nominada  | Best Legs                                                       | —                                                  |
| 2018 | Spank Bank Awards           | Nominada  | Instagram Girl of the Year                                      | —                                                  |
| 2018 | Spank Bank Awards           | Nominada  | Prettiest Girl In Porn                                          | —                                                  |
| 2018 | Spank Bank Awards           | Nominada  | Prettiest 'Whore Mouth'                                         | —                                                  |
| 2018 | Spank Bank Awards           | Nominada  | Tattooed Temptress of the Year                                  | —                                                  |
| 2018 | Spank Bank Awards           | Nominada  | Threesome Savant of the Year                                    | —                                                  |
| 2018 | Spank Bank Technical Awards | Ganadora  | Too Dirty For Degrassi                                          | —                                                  |
| 2018 | Inked Awards                | Nominada  | Mejor coño                                                      | —                                                  |
| 2019 | Premios AVN                 | Ganadora  | Mejor escena de sexo en realidad virtual                        | Wonder Woman                                       |
| 2019 | Premios XBIZ                | Nominada  | Mejor escena de sexo en película parodia                        | Dirty Grandpa                                      |
| 2019 | Premios XBIZ                | Nominada  | Mejor escena de sexo en realidad virtual                        | Wonder Woman                                       |
| 2020 | Premios AVN                 | Nominada  | Mejor escena de gangbang                                        | The Gangbang of Marley Brinx                       |
| 2020 | Premios AVN                 | Nominada  | Mejor escena de sexo lésbico en grupo                           | Lesbian DP 2                                       |